# Commission interministérielle
Une Commission Interministérielle est une commission regroupant différents ministères chaque fois que cela est nécessaire pour agir efficacement et rapidement.

## En France
Il existe différents types de commissions :
- Commission interministérielle pour l'étude des exportations de matériel de guerre ;
- Commission interministérielle des biens à double usage ;
- Commission interministérielle de la politique immobilière de l'État[1]
- Commission interministérielle du transport des matières dangereuses (CITMD)[2]
- Commission interministérielle de labellisation[3]
- Commission interministérielle pour les véhicules propres et économes (CIVEPE)[4]